# PRhyme
PRhyme è un duo hip hop statunitense formatosi nel 2014 e composto dal rapper Royce da 5'9" e dal produttore DJ Premier. Il duo pubblica sotto la propria etichetta, PRhyme Records, e basa le sue opere sui campionamenti dei lavori di un unico artista: Adrian Younge per PRhyme e Antman Wonder per PRhyme 2. Il gruppo è apparso anche nella colonna sonora del film Southpaw.

## Discografia
Album
- 2014 – PRhyme
- 2018 – PRhyme 2